# Egzon Binaku
Egzon Binaku (nacido en Åmål, provincia de Västra Götaland, Götaland, 27 de agosto de 1995) es un futbolista sueco-albanés que juega como defensa en la selección de fútbol de Albania.

## Trayectoria

### IFK Åmål y BK Häcken
Binaku nació en Suecia pero tiene raíces tanto en Albania como en Kosovo, cuya familia materna tiene ciudadanía en Mitrovica.
Se formó en el IFK Åmål de su ciudad natal, club al cual llegó en 2007 y con el que debutó en 2011 en quinta división.
En 2014 pasó a formar parte del BK Häcken, club que lo hizo debutar de manera profesional una vez ascendió a través de sus categorías inferiores. Con el equipo sub-19 disputó un total de 20 partidos anotando un gol y con el equipo sub-21 convirtió 4 goles en 41 encuentros.
Llegó la temporada 2015 y Binaku debutó el 4 de mayo de 2015, fecha 7 de la liga sueca, en la victoria por 2-0 frente al Halmstads, ingresando al minuto 85 en lugar de Joel Andersson. El 21 de mayo, dos fechas después, anotó su primer gol pese a haber ingresado al minuto 87 en la goleada por 3-0 sobre el Malmö.
Disputó algunos partidos más en esa y la campaña siguiente y el club lo prestó al Ljungskile de la segunda división. Debutó en la Superettan el 22 de agosto de 2016 jugando como titular en la derrota por 3-1 frente al Örgryte. Jugó dos partido más y volvió al BK Häcken.
Para la temporada 2017, Binaku se volvió un jugador recurrente en el equipo titular aunque continuaba alternando con el equipo sub-21. Alineó en 22 partidos, arrancando en 15 de ellos como titular.

### Malmö
Tras su buena temporada en el Hacken y su llamado a la selección sub-21 de Suecia, Binaku se convirtió en nuevo jugador del Malmö, uno de los clubes más importantes del país, firmando hasta 2021 en diciembre de 2017 con un costo aproximado de 8 millones de coronas suecas. El lateral llegó a competir el puesto con Behrang Safari, tras la partida de Yoshimar Yotún y Pa Konate.
El 18 de febrero de 2018 hizo su debut oficial con el club en la Copa de Suecia, jugando 22 minutos en la victoria por 1-0 frente al Dalkurd FF. En esa temporada (2018), fue parte del equipo que llegó a la final de la Copa de Suecia, que perdieron con un resultado de 3-0 ante Djurgårdens.

### Norrköping
Tras no tener la continuidad esperada en Malmö, el 29 de marzo de 2019, el Norrköping hizo oficial su fichaje procedente del Malmö. De esta forma Binaku se convirtió en uno de los refuerzos del también club de la Allsvenskan para afrontar la campaña 2019, y que había culminado segundo en la temporada anterior. El 6 de mayo debutó en el empate sin goles frente a Elfsborg por la séptima jornada de la Allsvenskan 2019.

## Selección nacional
Binaku forma parte de la selección de fútbol de Albania con la cual ha disputado cinco partidos. El 21 de mayo de 2018 fue llamado para los amistosos ante Kosovo y Ucrania, sin embargo no llegó a disputar minutos por una lesión. El 7 de septiembre de ese mismo año llegó a debutar jugando de lateral izquierdo titular frente a Israel por la Liga de Naciones de la UEFA 2018-19, partido en el cual Albania venció 1-0.
Antes, Binaku había integrado el equipo sub-19 y el equipo sub-21 de Suecia, con el cual disputó 2 partidos, uno de ellos válido por la Eurocopa Sub-21 de 2017.

### Participación en Eurocopas
| Torneo                  | Sede    | Resultado      | Partidos | Goles |
| ----------------------- | ------- | -------------- | -------- | ----- |
| Eurocopa Sub-21 de 2017 | Polonia | Fase de grupos | 1        | 0     |

## Clubes y estadísticas
Actualizado el 26 de julio de 2020.
| Club | Temporada        | Div.             | Liga     | Liga  | Copas nacionales(1) | Copas nacionales(1) | Copas internacionales(2) | Copas internacionales(2) | Total    | Total |
| Club | Temporada        | Div.             | Partidos | Goles | Partidos            | Goles               | Partidos                 | Goles                    | Partidos | Goles |
| --- | ---------------- | ---------------- | -------- | ----- | ------------------- | ------------------- | ------------------------ | ------------------------ | -------- | ----- |
| IFK Åmål · Suecia | 2011             | 5.ª              | 5        | 0     | —                   | —                   | —                        | —                        | 5        | 0     |
| IFK Åmål · Suecia | 2012             | 5.ª              | 15       | 0     | —                   | —                   | —                        | —                        | 15       | 0     |
| IFK Åmål · Suecia | 2013             | 4.ª              | 22       | 2     | —                   | —                   | —                        | —                        | 22       | 2     |
| IFK Åmål · Suecia | Total club       | Total club       | 42       | 2     | 0                   | 0                   | 0                        | 0                        | 42       | 2     |
| BK Häcken · Suecia | 2015             | 1.ª              | 11       | 1     | 1                   | 0                   | —                        | —                        | 12       | 1     |
| BK Häcken · Suecia | 2016             | 1.ª              | 10       | 0     | 1                   | 0                   | 1                        | 0                        | 12       | 0     |
| BK Häcken · Suecia | 2017             | 1.ª              | 22       | 0     | 2                   | 0                   | —                        | —                        | 24       | 0     |
| BK Häcken · Suecia | Total club       | Total club       | 43       | 1     | 4                   | 0                   | 1                        | 0                        | 48       | 1     |
| Ljungskile SK · Suecia | 2016             | 2.ª              | 2        | 0     | 1                   | 0                   | —                        | —                        | 3        | 0     |
| Ljungskile SK · Suecia | Total club       | Total club       | 2        | 0     | 1                   | 0                   | 0                        | 0                        | 3        | 0     |
| Malmö FF · Suecia | 2018             | 1.ª              | 18       | 0     | 4                   | 0                   | 2                        | 0                        | 24       | 0     |
| Malmö FF · Suecia | 2019             | 1.ª              | 0        | 0     | 1                   | 0                   | 0                        | 0                        | 1        | 0     |
| Malmö FF · Suecia | Total club       | Total club       | 18       | 0     | 5                   | 0                   | 2                        | 0                        | 25       | 0     |
| IFK Norrköping · Suecia | 2019             | 1.ª              | 6        | 0     | 1                   | 0                   | 3                        | 0                        | 10       | 0     |
| IFK Norrköping · Suecia | 2020             | 1.ª              | 2        | 0     | 1                   | 0                   | 0                        | 0                        | 3        | 0     |
| IFK Norrköping · Suecia | Total club       | Total club       | 8        | 0     | 2                   | 0                   | 3                        | 0                        | 13       | 0     |
| Total en carrera | Total en carrera | Total en carrera | 113      | 3     | 12                  | 0                   | 6                        | 0                        | 131      | 3     |
| (1)Incluye datos de la Copa de Suecia (2015/16, 2016/17, 2017/18, 2018/19 y 2019/20). (2)Incluye datos de la Liga Europa de la UEFA (2016/17, 2018/19 y 2019/20) y la Liga de Campeones de la UEFA (2018/19). |                  |                  |          |       |                     |                     |                          |                          |          |       |

## Palmarés

### Títulos nacionales
| Título         | Club      | País   | Año     |
| -------------- | --------- | ------ | ------- |
| Copa de Suecia | BK Häcken | Suecia | 2015-16 |